# 대도시 (대한민국)
대한민국에서 지방자치법 상 대도시라 함은 인구 50만 이상의 도시를 뜻한다. (면적이 1,000㎢ 이상인 경우 30만 이상이어도 대도시로 해당할 수 있다.) 이중 인구 100만 이상의 도시들은 특별시나 광역시로 승격되지 않은 경우 광역지방자치단체에 준하는 특례가 적용되어 공식적으로 특례시라고 불린다.

## 목록

### 광역자치단체인 대도시
서울특별시와 모든 광역시가 이에 해당한다. 세종특별자치시는 인구가 부족해 대도시가 아니다.

### 특례가 적용되는 시
| 도             | 시       | 일반구                                         | 일반구 수 | 인구 (2021.3.31.) | 면적 (㎢) | 비고                                        | 특례           |
| -------------- | -------- | ---------------------------------------------- | --------- | ----------------- | --------- | ------------------------------------------- | -------------- |
| 경기도         | 수원시   | 권선구, 영통구, 장안구, 팔달구                 | 4         | 1,185,984         | 121.09    | 경기도청 소재지                             | 100만 (특례시) |
| 경기도         | 고양시   | 덕양구, 일산동구, 일산서구                     | 3         | 1,080,845         | 267.31    |                                             | 100만 (특례시) |
| 경기도         | 용인시   | 기흥구, 수지구, 처인구                         | 3         | 1,075,421         | 591.32    |                                             | 100만 (특례시) |
| 경기도         | 성남시   | 분당구, 수정구, 중원구                         | 3         | 934,308           | 141.82    |                                             | 50만 (대도시)  |
| 경기도         | 화성시   | -                                              | -         | 860,865           | 693.93    |                                             | 50만 (대도시)  |
| 경기도         | 부천시   | 원미구, 소사구, 오정구                         | -         | 813,178           | 53.5      |                                             | 50만 (대도시)  |
| 경기도         | 남양주시 | -                                              | -         | 720,282           | 458.44    |                                             | 50만 (대도시)  |
| 경기도         | 안산시   | 단원구, 상록구                                 | 2         | 655,859           | 144.78    |                                             | 50만 (대도시)  |
| 경기도         | 안양시   | 동안구, 만안구                                 | 2         | 551,136           | 58.52     |                                             | 50만 (대도시)  |
| 경기도         | 평택시   | -                                              | -         | 544,368           | 458.2     |                                             | 50만 (대도시)  |
| 경기도         | 시흥시   | -                                              | -         | 509,115           | 139.13    |                                             | 50만 (대도시)  |
| 경기도         | 김포시   | -                                              | -         |                   |           |                                             | 50만 (대도시)  |
| 충청북도       | 청주시   | 상당구, 서원구, 청원구, 흥덕구                 | 4         | 845,025           | 940.2     | 충청북도청 소재지                           | 50만 (대도시)  |
| 충청남도       | 천안시   | 동남구, 서북구                                 | 2         | 657,549           | 636.5     |                                             | 50만 (대도시)  |
| 전북특별자치도 | 전주시   | 덕진구, 완산구                                 | 2         | 657,064           | 206.22    | 전북특별자치도청 소재지                     | 50만 (대도시)  |
| 경상북도       | 포항시   | 남구, 북구                                     | 2         | 503,786           | 1,127.74  |                                             | 50만 (대도시)  |
| 경상남도       | 창원시   | 마산회원구, 마산합포구, 의창구, 성산구, 진해구 | 5         | 1,034,977         | 736.34    | 경상남도청 소재지, 소방자치조직 관할권 보유 | 100만 (특례시) |
| 경상남도       | 김해시   | -                                              | -         | 540,863           | 463.26    |                                             | 50만 (대도시)  |

지방자치분권 및 지방행정체제개편에 관한 특별법 제40조 제1항 단서는 면적이 1천 km2 이상이고 인구 30만 명 이상인 지방자치단체는 인구 50만 이상의 대도시와 같은 특례를 준다고 규정한다. 포항시는 내국인 인구가 50만 3천명으로 인구가 감소해 50만명에 미달되어도 특례가 유지된다. 2022년 1월 개정 시행된 지방자치법 시행령에 위 규정이 반영되었다.

### 기타
시흥시는 2020년 말에 내국인 인구가 50만을 넘어 대도시가 되었으므로 2년이 안되어 특례 적용이 되지 않다가 2022년부터 특례가 적용되었다.
김포시는 2021년 중에 외국인을 합친 인구가 50만을 넘었고, 2022년부터 대도시 기준에 외국인이 포함되어 대도시가 되나 2년이 안되어 특례 적용이 되지 않고 2023년부터 특례가 적용된다.
파주시는 2022년중에 외국인을 합친 인구가 50만을 넘었고, 인구를 유지한다면 2024년부터 특례가 적용된다.
지방자치분권 및 지방행정체제개편에 관한 특별법에 따르면 지방자치단체가 아니더라도 인구가 50만 이상인 경우 특례를 발굴해야 하나, 아직 이에 대한 논의가 없었다. 제주시 주민들 가운데 제주시의 인구가 지방자치단체였다면 지방자치법상 대도시 특례 대상일 경우 특례를 달라고 요구하는 사람이 있었으며, 2022년 기준이 충족된 후 행정시 차원에서 특례를 요구하기 시작했다.

## 전국대도시시장협의회
전국대도시시장협의회는 인구 50만 명 이상 대도시인 기초자치단체의 기초단체장이 모여 중앙정부 정책제안 및 시의 상호협력 사항 논의를 위해 매년 정기적으로 열리는 회의이다.